# ChKS Łódź
ChKS Łódź (Chojeński Klub Sportowy) – polski klub sportowy założony w 1923 roku w Łodzi, w dzielnicy Chojny. Początkowo działała sekcja piłki nożnej. W latach sześćdziesiątych XX wieku powstała sekcja piłki ręcznej mężczyzn oraz kobiet. Obecnie zespół seniorów w piłce ręcznej rozgrywa mecze w grupie B I ligi polskiej.

## Historia
Historię "Chojeńskiego" KS datuje się na rok 1923, kiedy to grupa młodych zapaleńców sportowych z Chojen postanowiła powołać do życia swój klub sportowy. Jego lokalizacja niejako z góry określała nazwę klubu – "Chojeński" KS. Nazwa nigdy nie została w swej podstawowej treści zmieniona, choć pojawiało się kilka propozycji. Wyjątek stanowi okres 1970-1980, gdy opiekę i patronat nad klubem sprawowało Zjednoczenie Budownictwa Komunalnego. Wtedy do nazwy Chojeńskiego Klubu Sportowego dodano "Komunalni". Ów przymiot określał klub przez 10 lat – do 1980 roku.
Przez cały okres swojej działalności "Chojeński" KS zawsze nierozerwalnie związany był z bogatymi tradycjami zarówno robotniczymi jak i młodzieży pracującej i uczącej się. Działacze klubu, obok wyników sportowych, przywiązywali wielką wagę do patriotycznego i obywatelskiego wychowania swej młodzieży. Działalność międzywojenną ChKS-u potwierdzają stare zapiski, jak np. te z książki Feliksa Bąbola, zatytułowanej "Łódź która odeszła", w której czytamy:
"A na Chojnach zawsze w tym okresie były dwa światy (okres międzywojenny). Jeden to dawne Chojny, ulice Lelewela, Wysockiego, Kapliczna, Marszałkowska, a drugi na boiskach "Odrodzenia", "Jedność" i Chojeńskiego Klubu Sportowego. Na starych Chojnach jak sięgnąć pamięcią działał Latecki (Wesoła 11), tam u Lateckiego była baza ChKS, tam gromadzono szczupłe zapasy sprzętu sportowego, tam go wydawano i tam po meczu należało go zwrócić. Oczywiście wyprany i naprawiony do użycia w następnym meczu. W etapach międzywojennych ChKS był klubem niepokonanym, bo nawet jeśli zdarzyło mu się przegrać z jakąś drużyną w "mieście", to przecież było pewne, że mecz rewanżowy na "własnym" boisku musi skończyć się zwycięstwem ChKS, bo nikt inny nie potrafi grać na tej "Saharze", gdzie każda piła grzęzła w piasku."
Pierwsze lata po wyzwoleniu nie bardzo sprzyjały organizacji sportu. Nie wszyscy powrócili z niewoli, z obozów koncentracyjnych, czy obozów pracy. Największą przeszkodą reaktywowania działalności klubu, był brak jakichkolwiek urządzeń sportowych, a przede wszystkim brak terenu. Po starym pozostały tylko wspomnienia, powstały budynki mieszkalne i ogrody. Ówcześni działacze ChKS zwrócili uwagę na opuszczone tereny poniemieckie, przy ul. Kosynierów Gdyńskich, pomiędzy szpitalem a zabudowaniami dworu, należącego do Niemca Cimermana, który wyemigrował po zakończeniu wojny do Niemiec, a dwór wraz z przyległościami przejęło państwo. To właśnie od władzy lokalnej, działacze ChKS otrzymali zezwolenie na urządzenie boiska sportowego "pod stodołą", bo od strony Kosynierów do stawów ciągnęły się budynki dworskie, stodoły, obory, ruiny dawnego młyna parowego. Tak więc na dworskich polach "pod stodołą", po amatorsku wyrównano trochę teren i tak powstało pierwsze po wojnie boisko ChKS. Sytuacja z dnia na dzień zmieniała się na lepsze, był kontakt z władzami dzielnicowymi, które popierały projekt budowy nowego stadionu dla Chojeńskiego Klubu Sportowego. Przy pomocy zakładów opiekuńczych, zaczęła się budowa boiska, powstał również murowany budynek administracyjny. W połowie lat sześćdziesiątych oddano do użytku pawilon z salą gimnastyczną, główną płytę z trybunami, a w następnych latach poszerzono ten piękny obiekt sportowy o zieleń oraz urządzenia potrzebne do uprawiania sportu.
Nowy, jeszcze pomyślniejszy okres rozwoju działalności, datuje się od 1 stycznia 1970 r., kiedy to ChKS przeszedł pod patronat Federacji Sportowej "Ogniwo" i Radę Patronacką. Od tego czasu systematycznie podnosił się poziom sportowy.

## Piłka siatkowa
Najbardziej błyskotliwą karierę ze wszystkich sekcji działających w ChKS zrobiła siatkówka, którą powołano w 1963 roku. Zaczęło się skromnie, dziewczęta występowały w rozgrywkach juniorek, a chłopcy rozpoczęli od klasy "B". Pierwszym trenerem był Zdzisław Michalak, później angażowano wykwalifikowanych szkoleniowców, z Andrzejem Niemczykiem na czele. Sumienną pracą, zaczynając od klas najniższych i awansując corocznie, doprowadzili oni pierwszy zespół siatkarek ChKS do II ligi, w której z miejsca odegrały pierwszoplanową rolę, kwalifikując się do finałowych walk o I ligę. Do siatkarek wybijających się należały: Barbara Niemczyk (zawodniczka, która "przyszła" ze Startu), Iwona Skonecka (jeszcze jako juniorka została wliczona do kadry Polski seniorek), a do zawodniczek wyróżniających się należałoby dodać: Izabelę Kurkul, Teresę Zbrojewską i Urszulę Świerczyńską.
W 1976 roku zespół kobiet niespodziewanie, jako beniaminek zdobył mistrzostwo Polski. Skład zespołu tworzyły: K. Czajka, B. Brzezińska, U. Miksa, K. Makowska, Barbara Niemczyk, Iwona Skonecka, B. Reszka, M. Rospędowska, M. Rodziewicz, E. Rogala, E. Szumarowska, K. Wiśniewska. Trenerem był Andrzej Niemczyk. Zespół jednak okazał się efemerydą i kolejnym roku spadł z ekstraklasy po zajęciu ostatniego miejsca.
Podobnie wyglądała praca w sekcji siatkówki męskiej (trenerzy mgr Janusz Michalak i mgr Jerzy Niemczyk). W sezonie 1973/74 siatkarze ChKS zdobyli mistrzostwo grupy "A" ligi okręgowej w Łodzi, a następnie prowadzeni już przez nowego trenera mgr Bolesława Żylińskiego, wygrali półfinał w Ostrowcu Świętokrzyskim, co zapewniło im awans do finałów o II ligę.

## Piłka nożna
Piłka nożna, jak na swoje możliwości, też miała osiągnięcia i wychowała wielu utalentowanych piłkarzy, jak: Wiesław Łużniak, Krzysztof Krysiak, a później inni: Sotyn Bardelski oraz bracia Robakiewicze, Józef i Ryszard. Ten ostatni przekazany został do ŁKS, grał w I zespole, a nawet w reprezentacji Polski. Na boiskach ChKS wychowali się również Piotr Szarpak i Mariusz Zasada.
W 2001 r. drużyna juniorów starszych piłki nożnej, prowadzona przez trenera Piotra Czaplarskiego, zdobyła mistrzostwo ligi wojewódzkiej. Jest to pierwsze mistrzostwo w tej klasie rozgrywek, w 78-letniej historii klubu. Natomiast w piłce ręcznej, zespół młodzików zajął pierwsze miejsce w ćwierćfinałach i półfinałach mistrzostw Polski, co pozwoliło na zakwalifikowanie się do finałów MP i zdobycie V miejsca.

## Piłka ręczna
Kadra kobiet na sezon 2010/11
- Bubas Patrycja
- Makówka Monika
- Piątczak Magdalena
- Królikowska Patrycja
- Gitzel Marlena
- Rzeszotek Izabela
- Kmin Karolina
- Lutomirska Blanka
- Matlińska Magdalena
- Mularczyk Patrycja
- Kamińska Anita
- Sikorska Agnieszka
- Lasoń Patrycja
- Walczyna Anita

Kadra mężczyzn na sezon 2010/11
- Kacper Łuczyński
- Damian Pieczyński
- Michał Kulisz
- Konrad Witczak
- Mateusz Włodarek
- Paweł Lipiński
- Marek Urbański
- Marcin Grabowski
- Mariusz Matusiak
- Marcin Czuba
- Radosław Walczak
- Patryk Wnuk
- Maciej Kulisz
- Łukasz Łuczyński
- Łukasz Sobieraj
- Maciej Kucharski
- Adam Gajewski
- Grzegorz Gomółka
- Adrian Kosik
- Mariusz Kuśmierczyk
- Rafał Fałdrowicz
- Remigiusz Florczak
- Dawid Kaczmarek